# شوچو (دوره آسوکا)
شوچو (به ژاپنی: 朱鳥 Shuchō) نام عصر ژاپنی (نِنگُو) بود. این عصر بعد از هاکوچی و قبل از تایهو قرار داشت و از دسامبر ۶۵۴ تا مارس ۷۰۱ به طول انجامید. در طی این عصر امپراتور تمو و امپراتریس جیتو حکمران ژاپن بودند.